# Milwaukee Torrent
Milwaukee Torrent é uma agremiação esportiva da cidade de Milwaukee, Wisconsin. Atualmente disputa a National Premier Soccer League.

## História
O Milwaukee Torrent foi fundado em 2015 e surgiu com o objetivo de trazer de volta o futebol profissional para Wisconsin, que não tinha um time de futebol profissional desde 2004 quando o Milwaukee Wave United foi extinto.
Seu proprietário, Andreas Davi, trabalhou anteriormente no Milwaukee Bavarian Soccer Club.